# 2010–2011-es montenegrói labdarúgó-bajnokság (első osztály)
A 2010–2011-es 1. CFL, vagy szponzorált nevén T-Com 1. CFL a montenegrói labdarúgó-bajnokság legmagasabb szintű versenyének 5. alkalommal megrendezett bajnoki éve volt. A pontvadászat 12 csapat részvételével 2010. augusztus 14-én kezdődött és 2011. május 28-án ért véget.
A bajnokságot hatalmas csatában a Mogren nyerte meg a Budućnost Podgorica és a címvédő Rudar Pljevlja előtt. Ez volt a klub 2. bajnoki címe. Az élvonaltól a két bari csapat, az OFK Bar és a Mornar Bar búcsúzott, helyüket a Bokelj és az FK Berane foglalta el.
A gólkirályi címet a Budućnost Podgorica csatára, Ivan Vuković nyerte el 20 találattal, az Év Játékosá-nak járó díjjal pedig a bajnokcsapat csapatkapitányát, Petar Grbićot jutalmazták meg.

## A bajnokság rendszere
A pontvadászat 12 csapat részvételével őszi-tavaszi lebonyolításban zajlott, mely során a csapatok körmérkőzéses rendszerben mérkőztek meg egymással. Minden csapat minden csapattal háromszor játszott, a 22. forduló utáni bajnoki helyezésnek megfelelően egyszer vagy kétszer pályaválasztóként, egyszer vagy kétszer pedig vendégként.
A pontvadászat végső sorrendjét a 33 bajnoki forduló mérkőzéseinek eredményei határozták meg a szerzett összpontszám alapján kialakított rangsor szerint. A mérkőzések győztes csapatai 3 pontot, döntetlen esetén mindkét csapat 1-1 pontot kapott. Vereség esetén nem járt pont. A bajnokság első helyezett csapata a legtöbb összpontszámot szerzett egyesület, míg az utolsó helyezett csapat a legkevesebb összpontszámot szerzett egyesület volt.
Azonos összpontszám esetén a bajnoki sorrendet az alábbi szempontok alapján határozták meg:
1. a bajnoki mérkőzések gólkülönbsége
2. a bajnoki mérkőzéseken szerzett gólok száma

A bajnokság győztese lett a 2010–11-es montenegrói bajnok, az utolsó helyezett egyenes ágon kiesett a másodosztályba, míg a 10. helyezett a másodosztály bronzérmesével, a 11. helyezett a másodosztály ezüstérmesével vívott oda-visszavágós osztályozót. A párosítások győztesei indulhattak a 2011–12-es élvonalbeli pontvadászatban.

## Változások a 2009–10-es szezonhoz képest
Kiesett az élvonalból
- FK Berane, osztályozón keresztül
- Kom, 12. helyen

Feljutott az élvonalba
- Mladost Podgorica, a másodosztály bajnokaként
- OFK Bar, osztályozón keresztül

## Részt vevő csapatok
| Csapat              | Székhely   | Stadion                 | 2009–10     |
| ------------------- | ---------- | ----------------------- | ----------- |
| OFK Bar             | Bar        | Stadion Topolica        | 2. (II. o.) |
| Budućnost Podgorica | Podgorica  | Stadion Pod Goricom     | 2.          |
| Dečić               | Tuzi       | Stadion Tuško Polje     | 9.          |
| Grbalj              | Radanovići | Stadion u Radanovićima  | 5.          |
| Lovćen              | Cetinje    | Stadion Obilića Poljana | 6.          |
| Mladost Podgorica   | Podgorica  | Stadion Cvijetni Brijeg | 1. (II. o.) |
| Mogren              | Budva      | Stadion Lugovi          | 3.          |
| Mornar Bar          | Bar        | Stadion Topolica        | 10.         |
| Petrovac            | Petrovac   | Stadion Pod Malim Brdom | 8.          |
| Rudar Pljevlja      | Pljeva     | Gradski Stadion         | 1.          |
| Sutjeska Nikšić     | Nikšić     | Stadion kraj Bistrice   | 7.          |
| Zeta                | Golubovci  | Stadion Trešnjica       | 4.          |

## Végeredmény
| #   | Csapat                    | M  | GY | D  | V  | G+ – G– | GK  | P                                                      | Megjegyzések                                   |
| --- | ------------------------- | -- | -- | -- | -- | ------- | --- | ------------------------------------------------------ | ---------------------------------------------- |
| 1.  | Mogren (B)                | 33 | 22 | 7  | 4  | 60–24   | +36 | 73                                                     | 2011–2012-es Bajnokok Ligája – 2. selejtezőkör |
| 2.  | Budućnost Podgorica       | 33 | 22 | 7  | 4  | 58–29   | +29 | 73                                                     | 2011–2012-es Európa-liga – 1. selejtezőkör     |
| 3.  | Rudar PljevljaCV, K (KGY) | 33 | 16 | 7  | 10 | 44–29   | +15 | 55                                                     | 2011–2012-es Európa-liga – 2. selejtezőkör1    |
| 4.  | Zeta                      | 33 | 12 | 13 | 8  | 36–29   | +7  | 49                                                     | 2011–2012-es Európa-liga – 1. selejtezőkör     |
| 5.  | Mladost Podgorica         | 33 | 10 | 11 | 12 | 36–35   | +1  | 41 \|rowspan="5" style="background-color: #fafafa;" \| |                                                |
| 6.  | Dečić                     | 33 | 10 | 9  | 14 | 24–33   | −9  | 39                                                     |                                                |
| 7.  | Grbalj                    | 33 | 10 | 8  | 15 | 30–35   | −5  | 38                                                     |                                                |
| 8.  | Lovćen                    | 33 | 9  | 10 | 14 | 29–36   | −7  | 37                                                     |                                                |
| 9.  | OFK Petrovac              | 33 | 8  | 11 | 14 | 26–38   | −12 | 35                                                     |                                                |
| 10. | Mornar (K)                | 33 | 9  | 7  | 17 | 25–45   | −20 | 34                                                     | Osztályozó                                     |
| 11. | Sutjeska Nikšić           | 33 | 9  | 7  | 17 | 32–54   | −22 | 34                                                     | Osztályozó                                     |
| 12. | OFK BarÚ (K)              | 33 | 7  | 11 | 15 | 30–43   | −13 | 32                                                     | 2. CFL                                         |

Forrás: fscg.co.me (szerbül) 
A rangsorolás alapszabályai: 1. összpontszám, 2. egymás elleni eredmények összpontszáma, 3. gólkülönbség, 4. szerzett gólok száma.
1A Rudar Pljevlja nyerte a 2010–2011-es montenegrói kupát, így a 2011–2012-es Európa-liga 2. selejtezőkörében indult.
(B): Bajnokcsapat, (K): Kieső csapat, (F): Feljutó csapat, (I): Kupainduló, (R): A rájátszás győztese, (KGY): Kupagyőztes

## Eredmények

### Az 1–22. forduló eredményei
| Hazai \ Vendég1     | BAR | BUD | DEČ | GRB | LOV | MLA | MOG | MOR | PET | RUD | SUT | ZET |
| OFK Bar             |     | 0–0 | 0–0 | 1–0 | 2–5 | 1–2 | 2–4 | 1–0 | 1–1 | 0–2 | 2–0 | 0–0 |
| Budućnost Podgorica | 1–0 |     | 2–2 | 2–1 | 2–0 | 3–3 | 1–2 | 3–1 | 4–3 | 0–1 | 2–1 | 0–0 |
| Dečić               | 1–1 | 0–2 |     | 2–0 | 1–0 | 1–0 | 0–1 | 2–0 | 2–0 | 1–0 | 1–0 | 0–0 |
| Grbalj              | 3–0 | 1–3 | 2–2 |     | 0–0 | 0–1 | 0–1 | 1–0 | 1–2 | 0–1 | 0–0 | 1–1 |
| Lovćen              | 0–1 | 1–3 | 1–0 | 1–0 |     | 0–0 | 0–1 | 2–2 | 0–0 | 1–0 | 1–1 | 0–2 |
| Mladost Podgorica   | 1–0 | 0–2 | 0–0 | 1–2 | 1–1 |     | 2–2 | 1–0 | 1–1 | 2–0 | 5–1 | 2–0 |
| Mogren              | 3–1 | 2–0 | 5–0 | 0–0 | 0–0 | 1–0 |     | 2–0 | 3–1 | 1–0 | 4–1 | 0–0 |
| Mornar              | 1–0 | 1–2 | 1–0 | 0–0 | 2–1 | 0–0 | 0–5 |     | 1–2 | 0–1 | 2–1 | 0–0 |
| OFK Petrovac        | 0–3 | 0–2 | 2–0 | 0–1 | 1–0 | 0–0 | 0–0 | 1–1 |     | 0–2 | 1–0 | 2–0 |
| Rudar Pljevlja      | 0–0 | 0–2 | 1–0 | 0–1 | 1–1 | 2–1 | 4–0 | 2–1 | 3–0 |     | 3–0 | 2–1 |
| Sutjeska Nikšić     | 3–1 | 1–2 | 2–1 | 1–2 | 1–2 | 2–1 | 1–4 | 2–0 | 1–1 | 0–0 |     | 1–1 |
| Zeta                | 2–0 | 0–2 | 0–0 | 1–0 | 2–0 | 2–1 | 1–2 | 4–0 | 1–0 | 1–0 | 3–1 |     |

Forrás: fscg.co.me (szerbül) 
1A hazai csapatok a bal oldali oszlopban szerepelnek.
Színek: Zöld = hazai győzelem; Sárga = döntetlen; Piros = vendéggyőzelem.
 

### A 23–33. forduló eredményei
A bajnokság harmadik körének menetrendjét a 22. fordulót követő bajnoki helyezésnek megfelelően végezték el.
```
23. forduló 24. forduló 25. forduló 26. forduló 27. forduló 28. forduló
   1 - 12      1 -  2      2 - 12      1 -  4     3 - 12      1 - 6
   2 - 11      8 -  6      3 -  1      2 -  3     4 -  2      2 - 5
   3 - 10      9 -  5      4 - 11      9 -  7     5 -  1      3 - 4
   4 - 9      10 -  4      5 - 10     10 -  6     6 - 11     10 - 8
   5 - 8      11 -  3      6 -  9     11 -  5     7 - 10     11 - 7
   6 - 7      12 -  7      7 -  8     12 -  8     8 -  9     12 - 9

29. forduló 30. forduló 31. forduló 32. forduló 33. forduló
   4 - 12      1 -  8      5 - 12      1 - 10     6 - 12
   5 -  3      2 -  7      6 -  4      2 -  9     7 -  5
   6 -  2      3 -  6      7 -  3      3 -  8     8 -  4
   7 -  1      4 -  5      8 -  2      4 -  7     9 -  3
   8 - 11     11 -  9      9 -  1      5 -  6    10 -  2
   9 - 10     12 - 10     10 - 11     12 - 11    11 -  1
```

| Hazai \ Vendég1     | BAR | BUD | DEČ | GRB | LOV | MLA | MOG | MOR | PET | RUD | SUT | ZET |
| OFK Bar             |     | 1–2 | 3–0 | 0–0 |     |     |     |     |     |     | 0–1 | 3–3 |
| Budućnost Podgorica |     |     |     |     | 1–0 | 2–0 |     | 3–2 | 1–1 | 2–1 | 3–0 |     |
| Dečić               |     | 0–0 |     |     | 2–0 |     |     | 0–1 | 0–2 |     | 0–0 | 3–0 |
| Grbalj              |     | 1–0 | 0–2 |     | 1–0 |     |     |     |     |     | 5–0 | 1–1 |
| Lovćen              | 1–0 |     |     |     |     | 2–2 | 0–1 |     | 3–2 | 2–2 |     |     |
| Mladost Podgorica   | 3–1 |     | 1–0 | 3–1 |     |     | 1–1 | 0–1 |     | 1–3 |     |     |
| Mogren              | 1–2 | 1–2 | 4–1 | 2–0 |     |     |     | 2–0 |     |     |     | 2–0 |
| Mornar              | 1–1 |     |     | 2–0 | 0–1 |     |     |     | 1–0 |     | 3–1 |     |
| OFK Petrovac        | 0–0 |     |     | 1–2 |     | 0–0 | 1–1 |     |     | 0–1 |     |     |
| Rudar Pljevlja      | 2–2 |     | 2–0 | 4–3 |     |     | 0–1 | 1–1 |     |     |     | 2–2 |
| Sutjeska Nikšić     |     |     |     |     | 0–2 | 2–0 | 3–1 |     | 2–0 | 2–1 |     |     |
| Zeta                |     | 2–2 |     |     | 2–1 | 1–0 |     | 3–0 | 0–1 |     | 0–0 |     |

Forrás: fscg.co.me (szerbül) 
1A hazai csapatok a bal oldali oszlopban szerepelnek.
Színek: Zöld = hazai győzelem; Sárga = döntetlen; Piros = vendéggyőzelem.
 

## A góllövőlista élmezőnye
Forrás: Montenegrói Labdarúgó-szövetség Archiválva 2011. június 23-i dátummal a Wayback Machine-ben.
20 gólos
- Ivan Vuković (Budućnost Podgorica)

19 gólos
- Žarko Korać (Zeta)

16 gólos
- Žarko Korać (Sutjeska Nikšić)

13 gólos
- Ivica Jovanović (Rudar Pljevlja)

11 gólos
- Vladimir Gluščević (Mogren)
- Ivan Jablan (Lovćen)

9 gólos
- Igor Matić (Mogren)

## Osztályozó
A 10. helyezett a másodosztály 3. helyezettjével , míg a 11. helyezett a másodosztály 2. helyezettjével játszott oda-visszavágós osztályozót. A párosítások győztesei indulhattak a 2011–12-es élvonalbeli pontvadászatban.

### 1. mérkőzések
| 2011. június 1. 17.30 (CEST) |

| Jedinstvo | 0–0 | Sutjeska Nikšić |
| --------- | --- | --------------- |
|           |     |                 |

| Gradski stadion, Bijelo Polje Nézőszám: 2 000 Játékvezető: Kaluđerović |

### 2. mérkőzések
| 2011. június 5. 17.30 (CEST) |

| Sutjeska Nikšić   | 1–0   | Jedinstvo |
| ----------------- | ----- | --------- |
| Dževerdanović 90' | (0–0) |           |

| Stadion Kraj Bistrice, Nikšić Nézőszám: 2 700 Játékvezető: Dabanović |

A Sutjeska Nikšić 1–0-s összesítéssel megtartotta élvonalbeli tagságát.
| 2011. június 5. 17.30 (CEST) |

| FK Berane | 0–0 | Mornar Bar |
| --------- | --- | ---------- |
|           |     |            |

| Gradski stadion, Berane Nézőszám: 3 500 Játékvezető: Kaluđerović |

Az FK Berane 1–1 összesítéssel, idegenben szerzett több góllal feljutott az élvonalba, a Mornar Bar pedig búcsúzott onnan.

## Nemzetközikupa-szereplés

### Eredmények
| Csapat              | Kupa            | Forduló         | Ellenfél         | 1. mérk. | 2. mérk. | Össz. |
| ------------------- | --------------- | --------------- | ---------------- | -------- | -------- | ----- |
| Rudar Pljevlja      | Bajnokok Ligája | 1. selejtezőkör | Tre Fiori        | 3–0      | 4–1      | 7–1   |
| Rudar Pljevlja      | Bajnokok Ligája | 2. selejtezőkör | Liteksz Lovecs   | 0–1      | 0–4      | 0–5   |
| Budućnost Podgorica | Európa-liga     | 2. selejtezőkör | Bakı FK          | 3–0      | 1–2      | 4–2   |
| Budućnost Podgorica | Európa-liga     | 3. selejtezőkör | Brøndby IF       | 1–2      | 0–1      | 1–3   |
| Mogren              | Európa-liga     | 1. selejtezőkör | UE Santa Coloma  | 3–0      | 2–0      | 5–0   |
| Mogren              | Európa-liga     | 2. selejtezőkör | Makkabi Tel-Aviv | 0–2      | 2–1      | 2–3   |
| Zeta                | Európa-liga     | 1. selejtezőkör | Dacia Chișinău   | 1–1      | 0–0      | 1–1   |

Megjegyzés: Az eredmények minden esetben a montenegrói labdarúgócsapatok szemszögéből értendőek, a dőlten írt mérkőzéseket pályaválasztóként játszották.

### UEFA-együttható
A nemzeti labdarúgó-bajnokságok UEFA-együtthatóját a montenegrói  csapatok Bajnokok Ligája-, és Európa-liga-eredményeiből számítják ki. Montenegró a 2010–11-es bajnoki évben 1,750 pontot szerzett, ezzel a 35. helyen zárt.
| Csapat              | SGY | SD | SV | GY | D | V | Bónusz | Pont  | Átlag |
| ------------------- | --- | -- | -- | -- | - | - | ------ | ----- | ----- |
| Rudar Pljevlja      | 2   | 0  | 2  | 0  | 0 | 0 | 0,000  | 2,000 |       |
| Budućnost Podgorica | 1   | 0  | 3  | 0  | 0 | 0 | 0,000  | 1,000 |       |
| Mogren              | 3   | 0  | 1  | 0  | 0 | 0 | 0,000  | 3,000 |       |
| Zeta                | 0   | 2  | 0  | 0  | 0 | 0 | 0,000  | 1,000 |       |
| Összesen            | 6   | 2  | 6  | 0  | 0 | 0 | 0,000  | 7,000 | 1,750 |

## Külső hivatkozások
- Hivatalos oldal Archiválva 2013. június 2-i dátummal a Wayback Machine-ben (Montenegrói labdarúgó-szövetség) (szerbül)
- Eredmények és tabella az rsssf.com-on (angolul)
- Eredmények és tabella a Soccerwayen (angolul)